# Agustín Hernández Navarro
Agustín Hernández Navarro (Ciudad de México, 29 de febrero de 1924-10 de noviembre de 2022) fue un arquitecto mexicano.

## Datos biográficos

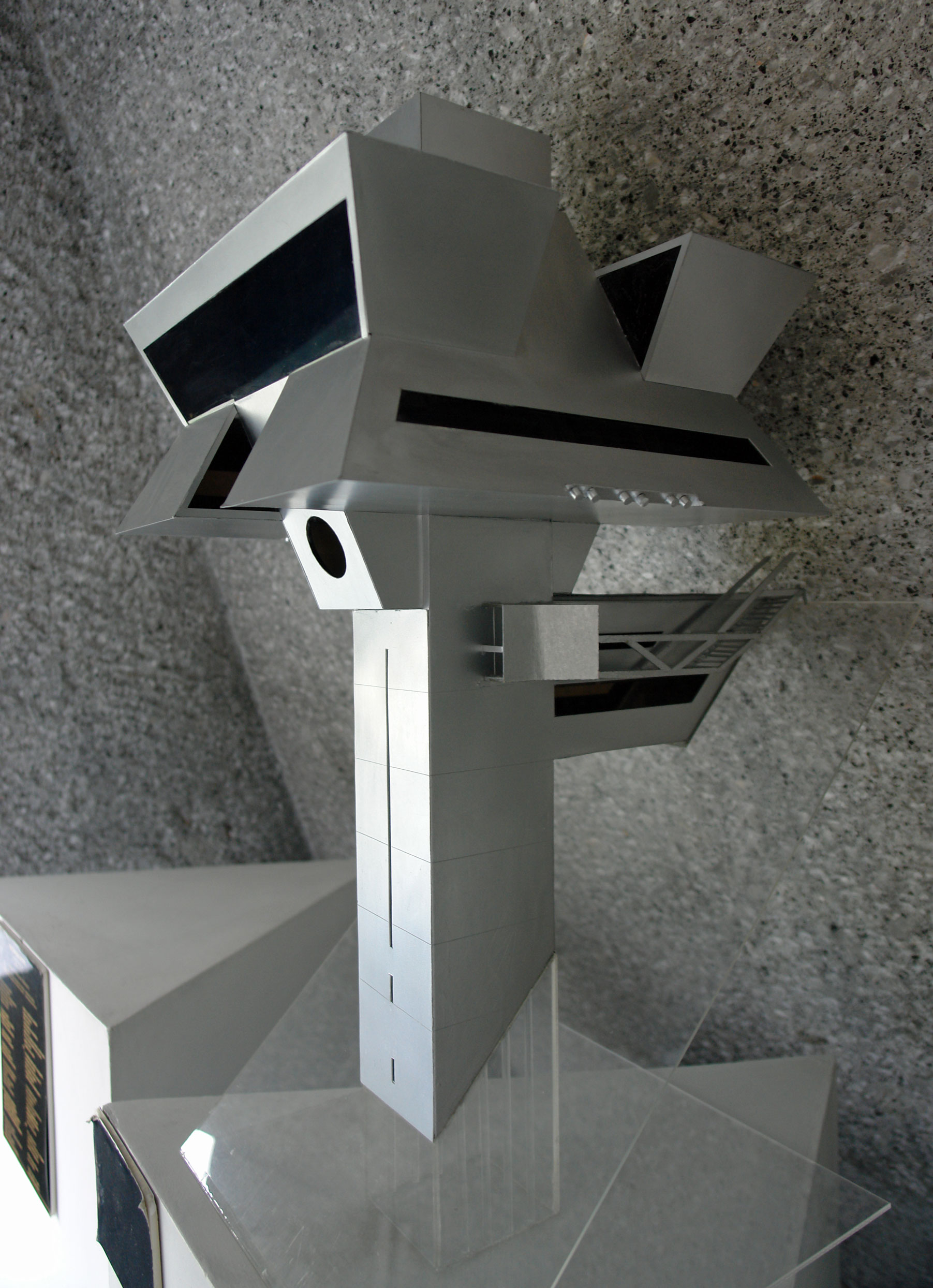
Modelo de 'Praxis', el Estudio y Hogar del Arquitecto en Bosques de las Lomas(Ciudad de México).

Su hermana Amalia Hernández fue una famosa bailarina y coreógrafa. Agustín realizó sus estudios en la Escuela Nacional de Arquitectura, obteniendo su título profesional el 29 de junio de 1954. Su tesis de fin de carrera, innovadora, marcaría su vida como arquitecto. Encasillada por algunos autores como arquitectura emocional, su obra se centra en la valoración de elementos de la cultura local en una práctica absolutamente moderna de la disciplina debido a su forma de pensar. Por ese entonces, el estilo internacional tomó mucha fuerza, tanto en diseñadores como en empresarios y clientes. Fue así como inició entonces dentro de la corriente estilística en boga, encontrando paulatinamente una forma de expresión más personal.[cita requerida]
Su placer por adentrarse en las raíces del pasado mexicano lo llevó a crear edificios como el del H. Colegio Militar, inspirado en las zonas arqueológicas de Monte Albán y de Teotihuacán. Por otro lado, realizó una serie de residencias en la Ciudad de México, donde experimentó con diversos módulos tanto en diseño de plantas como en alzados; de este modo surge la casa Silva (1969), casa Hernández (1970), casa Álvarez (1976), casa Neckelman (1979), entre otras.[cita requerida]
Dentro de la arquitectura escultórica, se puede señalar a Agustín Hernández como el arquitecto más audaz y renovador, insertado dentro de un acercamiento a los valores plásticos de la cultura mexicana, en especial los que provienen del pasado precolombino. En su arquitectura también se percibe una inspiración en el pasado a través de construcciones modernas en las que el simbolismo desempeña un papel primordial; en ocasiones hace uso de glifos e imágenes prehispánicas para desarrollar elaboradas conceptualizaciones en un vaivén de asociaciones culturales y técnicas que dan como resultado construcciones cargadas con un profundo sentimiento espiritual y espectaculares ardides tecnológicos.[cita requerida]
Entre los premios que obtuvo, se encuentran la Presea III Bienal de Arquitectura 1987, Sofía, Bulgaria; Presea Bienal 89, Buenos Aires, Argentina; 1.er Premio Medalla de Oro II Bienal de Arquitectura Mexicana 1992; 1.er Premio Primer Concurso Nacional del Acero AHMSA 1996; Premio Nacional IMEI al Edificio Inteligente por el Corporativo Calakmul 1996; Premio Nacional de Ciencias y Artes en el área de Bellas Artes, 2003; Medalla de Oro XI Trienal InterArch 2006, Sofía, Bulgaria.[cita requerida]
Su obra arquitectónica y escultórica ha sido expuesta en el Museo de Arte Contemporáneo de Monterrey, Nuevo León; el Museo Tamayo Arte Contemporáneo; el Palacio de Bellas Artes, en la Ciudad de México, y en el Instituto Politécnico Nacional.[cita requerida]
Poco antes de fallecer, aún estaba trabajando en un proyecto que involucraba una nueva entrada del Heroico Colegio Militar.

## Obras representativas
Entre sus obras más importantes, destacan:[cita requerida]
- Casa González Cornejo (1954)
- Casa Hernández Navarro (1954)
- Casa Mariscal (1954)
- Escuela del Ballet Folklórico (1968)
- El pabellón mexicano de la Expo de Osaka (1970)
- Taller de Arquitectura, Ciudad de México (1970)
- Casa Álvarez (1971)
- Casa Amalia Hernández (1971)
- Heroico Colegio Militar (realizado en colaboración con Manuel González Rul (1976)
- Centro de Meditación de Cuernavaca (1984)
- Casa en el aire (Bosques de las Lomas 1991)
- Centro Corporativo Calakmul (conocido como La Lavadora), Santa Fe, Ciudad de México (1994)
- Proyecto para la Nueva Sede del Senado de la República, Ciudad de México (2003)
- Edificio administrativo de la Universidad Autónoma del Estado de México, Toluca (2005)
- Monumento al Ejército Mexicano conmemorativo del centenario de su fundación, avenida Paseo de la Reforma, Ciudad de México (2015)

## Obras realizadas

### Casa habitación
Colorines 140, Cañada 146, Picacho 633, Colegio 120, Brisa 225, Agua 121, Montañas Calizas 430,440, Sierra Paracaima 265, Sierra Amatepec 212, Prado Sur 635, Paseo de la Reforma 2570, Tennyson 352, Providencia 1025, Cubiletes 11, Cráter 161, Presa Pabellón 11, Av Universidad 1874, Bosque de Olivos 123, Rinconada Santa Teresa 62, Bosque de Perales 123,124, Valle Verde 64, Platón 429,430,433,434,439, Cráter 56, Arequipa 115, Camelia 222, Olivos 72, Texas 43, Lafontaine 225, Sierra Gorda 415, Aguascalientes 811 (Tijuana), Iglesia 300, paseo de la Reforma 1815, Paseo del Pedregal 777, Cafetos 27, Sauces 312, Acueducto 10, Encinos 169, Bosque de Perales 124, Bosque de Magnolias 164, Bosque de Guanábanos 74, Bosque de Encinos 119, Bosque de Acacias 61.[cita requerida]

### Edificios de departamentos y oficinas
Hegel 343, Lope de Vega 337, Pascal 402, Av Insurgentes 1569, Praga 408, Av Insurgentes 1569, Praga 56, Mississipi 90, Arizona 18, Dakota 394, Hamburgo 97, Tokio 104, Lope de Vega 320.[cita requerida]

### Fábricas
Hemetik, San Francisco 100; CASA, Industrial Vallejo; Gilvert Frigotherm.[cita requerida]

### Edificios corporativos
Banco Crédito Agrícola, Ciudad Obregón, Sonora; Asociación Industriales del Estado de México; Pabellón de México -Osaka 70- Japón; Escuela y Teatro del Ballet Folklórico de México; Universidad Autónoma de Sinaloa; Automotríz General Motors, en avenida Universidad y avenida Río Churubusco; Conjunto Habitacional Villa Olímpica, Tlalpan; Conjunto Hospitalario del IMSS, Av Río Magdalena, San Ángel; Club Deportivo Churubusco, IMSS; Cementerio Renacimiento, Huixquilucan; Conjunto Habitacional D.O.[cita requerida]